# Gorham (hrabstwo Cumberland)
Gorham – jednostka osadnicza w Stanach Zjednoczonych, w stanie Maine, w hrabstwie Cumberland.